# Greymouth Star
Der Greymouth Star ist eine regionale Tageszeitung in Neuseeland. Sein Einzugsgebiet liegt im mittleren Teil der Region West Coast auf der Südinsel. Die Zeitung hat ihren Sitz in Greymouth.

## Geschichte
Der Greymouth Star hat seinen Ursprung in der Gründung des Greymouth Evening Star im Jahr 1866 durch den britischen Zeitungsmacher James Snyder Browne und ist damit die sechstälteste noch existierende Zeitung in Neuseeland. Die Siedlung Greymouth war zu der Zeit gerade 12 Monate alt und zwei Jahre zuvor noch ein Māori-Pā. Insofern war die Herausgabe einer Zeitung in einem solch frühen Stadium einer Ansiedlung eine Herausforderung. Die Ersterscheinung der Zeitung wird auf den 18. März 1866 datiert und war ein Geschenk zum irischen Saint Patrick’s Day, der jeweils am 17. März zelebriert wird.
Browne gab den Evening Star vom ersten Tag an auf vier Seiten täglich heraus. Von November 1865 an erschien zwar schon drei Mal die Woche der Grey River Argus, doch rechnete Browne damit, dass der Goldrausch in der Gegend um Greymouth nachhaltig sein würde und eine weitere Tageszeitung in Zukunft eine Chance haben würde.
1869 verkaufte Browne die Zeitung an den irischen Zeitungsmacher, John Tyrell, Gründer des Hokitika Evening Star (1865) und der West Coast Times (1865). Tyrell übernahm mit dem Kauf Joseph Petrie als Chefredakteur. Petrie, der später parallel zu seinem Job zeitweise Bürgermeister war und einige Vorstandsvorsitze innehatte, gab über 42 Jahre dem Greymouth Evening Star ein Gesicht, davon 33 Jahre als Chefredakteur. Die Zeitung war sein Sprachrohr.
Tyrell verkaufte sehr bald den Evening Star an R. C. Reid and Co. und nachdem Joseph Ives 1874 die Zeitung übernommen hatte, verkaufte er sie ein Jahr später an Petrie, der sie bis zu seinem Tod 1908 weiter als Manager führte. Petrie gründete am 5. Mai 1891 die Greymouth Evening Star Co Limited, an der er rund 35 % der Anteile hielt und den Rest unter 74 Anteilseigner aufgeteilte. Petrie verkaufte die Zeitung an die Firma, die seitdem die Zeitung herausgibt. 1995 übernahm die Allied Press Limited, die in Dunedin die Otago Daily Times herausbringt, 51 % der Firmenanteile.
Wann der Greymouth Evening Star in Greymouth Star umbenannt wurde, ist derzeit unklar, muss aber nach der Übernahme der Mehrheit durch die Allied Press Limited 1995 erfolgt sein.

## Besitzverhältnisse
Die Besitzverhältnisse der Greymouth Evening Star Co Limited stellten sich 2015 wie folgt dar:
- 55,31 % – Fraser Smith Holdings Limited, der auch die Allied Press Limited gehört.
- 37,94 % – Anthony Francis Kokshoorn
- der Rest befindet sich im Streubesitz.[6]

## Die Zeitung heute
Der Greymouth Star hatte 2014 eine durchschnittliche tägliche Auflage von 4.216 Exemplaren und erscheint nachmittags, montags bis freitags und samstags morgens.